# Neglected and Underutilized Crop Species

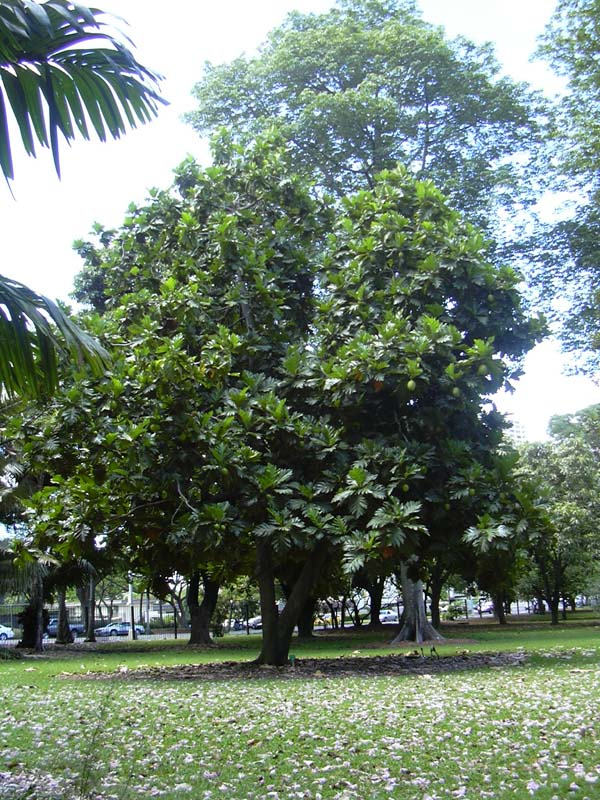
Brotfruchtbaum in Honolulu, Hawaii

In Vergessenheit geratene, vernachlässigte oder wenig genützte Kulturpflanzen werden oft als Neglected and Underutilized Crop Species (NUS) bezeichnet. 
NUS dienen traditionsgemäß entweder als Lebens- oder Futtermittel oder werden zur Faser- oder Ölgewinnung eingesetzt. Auch die medizinischen Verwendungsmöglichkeiten sind von großer Bedeutung.
Das große Potential dieser Gruppe, zur Nahrungs- und Einkommenssicherheit beitragen zu können, ist noch nicht ausgenutzt. Zusätzlich sind NUS ein wichtiger Bestandteil intakter Agrar-Ökosysteme. Eine ausführliche wissenschaftliche Beschäftigung mit NUS wurde häufig vernachlässigt.

## Überblick

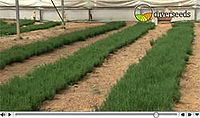
Queller sind NUS, die als Gemüse wiederentdeckt wurden und nun zum Beispiel in der Wüste Negev kultiviert werden.

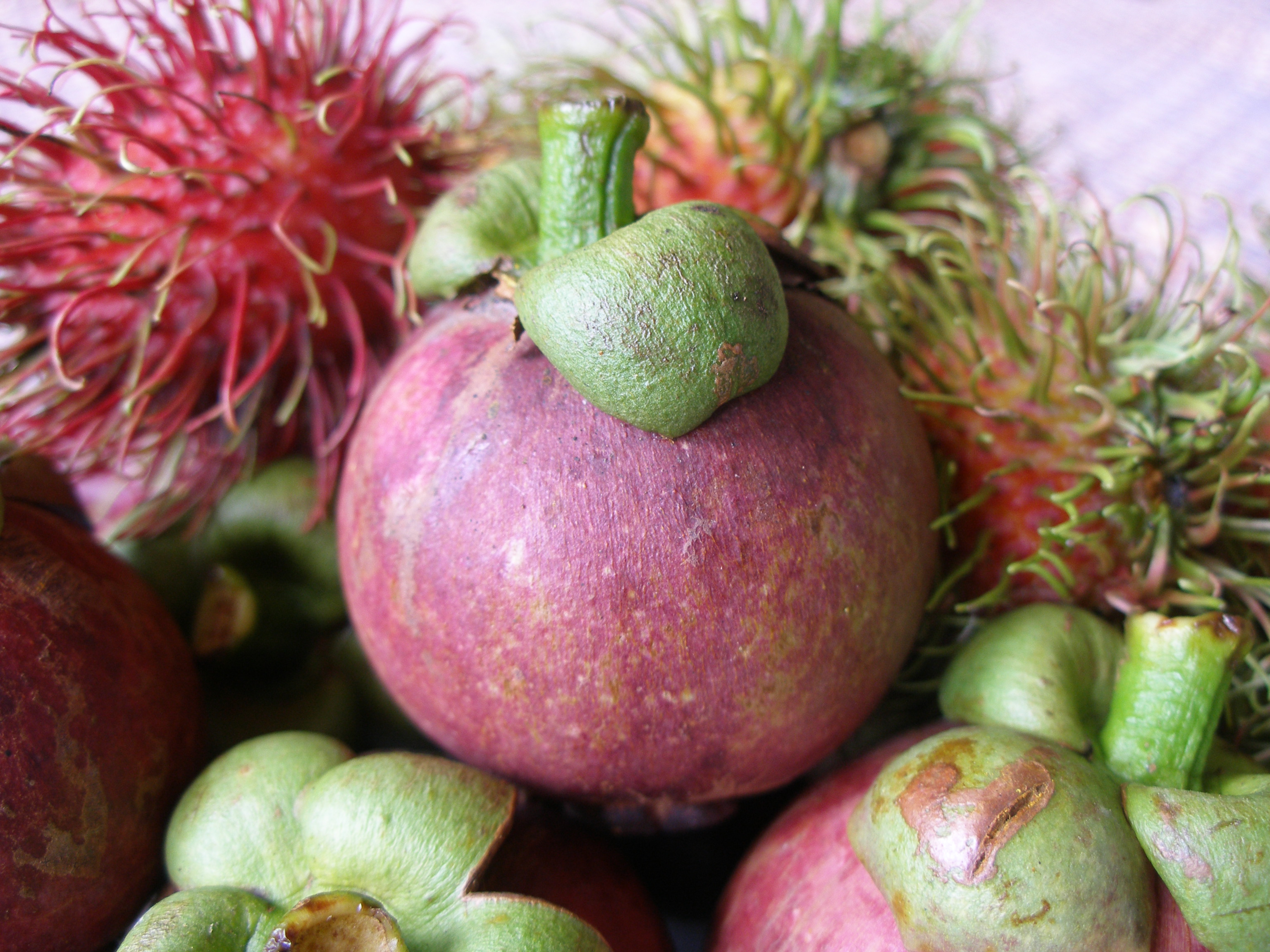
Mangostanfrüchte (Vordergrund; im Hintergrund sind Rambutan-Früchte zu sehen)

Die Hälfte des weltweiten Bedarfs an Proteinen und an Nahrungsenergie wird nur von drei Kulturarten – Mais, Weizen und Reis – gedeckt. 95 % des Gesamten Nahrungsbedarfes werden von gerade 30 Pflanzenspezies zur Verfügung gestellt. Geschätzte 7.500 Spezies sind weltweit essbar. Zu der Gruppe der vernachlässigten und wenig genutzten Pflanzen (NUS) zählen all jene, die in einem größeren Ausmaß der Nahrungsproduktion dienen könnten oder in der Vergangenheit sogar schon vermehrt genutzt wurden. 
Neben ihrem Marktpotential tragen viele des NUS auch zu einem stabilen Agrar-Ökosystem bei, da sie an die verschiedene Bodeneigenschaften und Klimabedingungen gut angepasst sind.

### Zuordnung
Um den NUS zugeordnet zu werden, müssen drei Kriterien erfüllt werden:
- Nachgewiesener Nähr- oder Energiewert
- Nachgewiesene Anbaumöglichkeiten

- Die Pflanze wurde in der Vergangenheit in größerem Ausmaß kultiviert
- Die Pflanze wird derzeit in einer geografisch limitierten Region angebaut

- Derzeitiger Anbau in einem geringeren Ausmaß als vergleichbare Pflanzen

### Eigenschaften
NUS haben folgende allgemeine Eigenschaften:
- Sie stellen einen enormen Reichtum an Agrobiodiversität dar und haben ein großes Potenzial, das Einkommen der ländlichen Bevölkerung zu verbessern und zur Nahrungsmittelsicherheit beizutragen. Weiters können sie dem „versteckten Hunger“, der durch Mängel an Vitaminen und Mineralstoffen herbeigerufen wird, entgegenwirken.
- Sie haben in ihrem Ursprungsgebiet eine große kulturelle Bedeutung (Tradition).
- NUS sind sehr oft lokale und traditionelle Kulturpflanzen; oft sind deren Vorkommen, Biologie, Anbau und Gebrauch schlecht dokumentiert.
- Sie sind oft an spezifische agrar-ökologische Nischen angepasst.
- Eine weitreichendere Saatgutproduktion ist nicht oder nur in geringem Ausmaß vorhanden.
- NUS sind für ihre lokale und traditionelle Verwendung bekannt.
- NUS wurden ursprünglich in der Natur gesammelt oder in traditionellen Produktionssystemen mit geringem externen Input weiter entwickelt.
- NUS werden im Bereich der Forschung oft vernachlässigt und spielen bei Beratern, Politikern aber auch bei Konsumenten nur eine untergeordnete Rolle.
- NUS können einen besonderen Nährwert aufweisen oder haben eine medizinische Bedeutung; viele können mehrfach genutzt werden, z. B. Blätter, Holz und Wurzel.